# Liste der Kulturdenkmale in Kaulsdorf (Saale)
In der Liste der Kulturdenkmale in Kaulsdorf sind alle Kulturdenkmale der thüringischen Gemeinde Kaulsdorf (Landkreis Saalfeld-Rudolstadt) und ihrer Ortsteile aufgelistet (Stand: 13. Februar 2013).

## Breternitz

### Denkmalensemble
| Bild            | Bezeichnung                           | Lage       | Datierung | Beschreibung | ID |
| --------------- | ------------------------------------- | ---------- | --------- | ------------ | -- |
| Fotos hochladen | Denkmalensemble „Ortslage Breternitz“ | Breternitz |           |              |    |

### Einzeldenkmale
| Bild                           | Bezeichnung                                                                    | Lage    | Datierung | Beschreibung | ID |
| ------------------------------ | ------------------------------------------------------------------------------ | ------- | --------- | ------------ | -- |
| weitere Bilder Fotos hochladen | Kirche mit Ausstattung, Leichenhalle mit Ausstattung, Friedhof und Einfriedung | (Karte) |           |              |    |
| Fotos hochladen                | Gehöft/Bestandteil Denkmalensemble „Ortslage Breternitz“                       | (Karte) |           |              |    |
| Fotos hochladen                | Gehöft/Bestandteil Denkmalensemble „Ortslage Breternitz“                       | (Karte) |           |              |    |
| Fotos hochladen                | Gehöft/Bestandteil Denkmalensemble „Ortslage Breternitz“                       | (Karte) |           |              |    |
| Fotos hochladen                | Gehöft/Bestandteil Denkmalensemble „Ortslage Breternitz“                       | (Karte) |           |              |    |
| Fotos hochladen                | Gehöft/Bestandteil Denkmalensemble „Ortslage Breternitz“                       | (Karte) |           |              |    |
| Fotos hochladen                | Gehöft/Bestandteil Denkmalensemble „Ortslage Breternitz“                       | (Karte) |           |              |    |
| Fotos hochladen                | Gehöft/Bestandteil Denkmalensemble „Ortslage Breternitz“                       | (Karte) |           |              |    |

## Eichicht
Einzeldenkmale
| Bild                           | Bezeichnung                                                                                       | Lage                  | Datierung | Beschreibung | ID |
| ------------------------------ | ------------------------------------------------------------------------------------------------- | --------------------- | --------- | --- | -- |
| Fotos hochladen                | Grabstätte Familie Hickethier                                                                     | Schloßstraße Kirchhof |           | |    |
| Fotos hochladen                | Laufwasserkraftwerk Eichicht (Bestandteil Wasserkraftanlagen an der Oberen Saale (Saale-Kaskade)) | (Karte)               |           | Das Laufwasser-Kraftwerk Eichicht bildet zusammen mit den Pumpspeicher-Kraftwerken Hohenwarte I und II eine gemeinsame Kraftwerksanlage, da sein Speicherbecken, die Talsperre Eichicht, zugleich Unterbecken für die Pumpspeicher-Kraftwerke Hohenwarte I und II ist. |    |
| Fotos hochladen                | Wohnstallhaus mit Schmiede                                                                        | (Karte)               |           | |    |
| Fotos hochladen                | Wohnhaus                                                                                          | (Karte)               |           | |    |
| weitere Bilder Fotos hochladen | Kirche mit Ausstattung, Kirchhof und Einfriedung                                                  | (Karte)               |           | |    |
| Fotos hochladen                | Gehöft (nordöstlich der Kirche)                                                                   | (Karte)               |           | |    |
| weitere Bilder Fotos hochladen | Schloss mit Nebengebäuden, Grundstück und Einfriedung                                             | (Karte)               |           | Als Erbauer der Höhenburg wurden 1331 erstmals die Herren von Eichhicht erwähnt. Erstmals urkundlich wurde die Burg 1383 als Sitz eines Holbach zu Eichicht erwähnt und 1464 mit Burgkapelle.                                                                          |    |

## Fischersdorf
Einzeldenkmale
| Bild                           | Bezeichnung                                      | Lage    | Datierung | Beschreibung | ID |
| ------------------------------ | ------------------------------------------------ | ------- | --------- | ------------ | -- |
| weitere Bilder Fotos hochladen | Kirche mit Ausstattung, Kirchhof und Einfriedung | (Karte) |           |              |    |

## Kaulsdorf
Einzeldenkmale
| Bild                           | Bezeichnung | Lage      | Datierung | Beschreibung | ID |
| ------------------------------ | --- | --------- | --------- | ------------ | -- |
| Fotos hochladen                | Friedhofskapelle | (Karte)   |           |              |    |
| Fotos hochladen                | Friedhof: Grabstätte Familie Sänger | Fuhrgasse |           |              |    |
| Fotos hochladen                | Friedhof: Grabstätte Familie Arno Beyer | Fuhrgasse |           |              |    |
| Fotos hochladen                | Friedhof: Grabsteine von 1944/45 und Gedenkstätte für 20 Zwangsarbeiter | Fuhrgasse |           |              |    |
| Fotos hochladen                | Pumpstation und Gedenkstein | (Karte)   |           |              |    |
| Fotos hochladen                | Gedenkstein „Todesmarsch der Buchenwaldhäftlinge“ | B 85      |           |              |    |
| Fotos hochladen                | Wohnhaus | (Karte)   |           |              |    |
| weitere Bilder Fotos hochladen | Ägidienkirche mit Ausstattung | (Karte)   |           |              |    |
| Fotos hochladen                | Pfarrhaus mit Nebengebäude und Grundstück | (Karte)   |           |              |    |
| weitere Bilder Fotos hochladen | Schloss mit Grundstück und Einfriedung | (Karte)   |           |              |    |
| Fotos hochladen                | Wandbild „Lebensfreude“ des Jenaer Künstlers Kurt Hanf in Zusammenarbeit mit einem künstlerischen Fördergruppenkollektiv im Saal des ehemaligen Kulturhauses „10. Jahrestag der DDR“ (heute Bürgerhaus), 4,5 m × 12 m, Ölfarbe auf Aluminiumplatten, 1968 | (Karte)   |           |              |    |

## Weischwitz
Einzeldenkmale
| Bild                           | Bezeichnung                                                                    | Lage    | Datierung | Beschreibung | ID |
| ------------------------------ | ------------------------------------------------------------------------------ | ------- | --------- | ------------ | -- |
| weitere Bilder Fotos hochladen | Kirche mit Ausstattung, Leichenhalle mit Ausstattung, Friedhof und Einfriedung | (Karte) |           |              |    |
| Fotos hochladen                | Gehöft                                                                         | (Karte) |           |              |    |
| Fotos hochladen                | Scheune                                                                        | (Karte) |           |              |    |

## Quelle
- Denkmalliste des Landkreises Saalfeld-Rudolstadt. (PDF; 632 kB) kreis-slf.de